# ریچی ادواردز
ریچارد جیمز ادواردز (به انگلیسی: Richard James Edwards) (زادهٔ ۲۲ دسامبر ۱۹۶۷، مفقودالاثرشده در ۱ فوریهٔ ۱۹۹۵، مرده‌فرض‌شده در ۲۳ نوامبر ۲۰۰۸) یک نوازندهٔ اهل ولز بود که تا پیش از ناپدیدشدن، گیتاریست و خوانندهٔ گروه آلترنتیو راک منیک استریت پریچرز بود.

## زندگی‌نامه
ادواردز عضو تأثیرگذار گروه Manic Street Preachers به نظر بسیاری از کارشناسان موسیقی یکی از برجسته‌ترین ترانه سرایان تاریخ بود. ترانه‌های پر معنی او بیشتر مضامین اجتماعی و سیاسی را در بر می‌گرفت.

## ناپدیدشدن
ریچی ادواردز، در ۲۷ سالگی به شکلی اسرارآمیز و بدون این که اثری از خود باقی بگذارد مفقود شد و هیچگاه اثری از او بدست نیامد.

## اعلام رسمی مرگ
در اواخر ماه نوامبر سال ۲۰۰۸ میلادی خانواده ریچی ادواردز پس از ۱۱ سال رضایت دادند تا درگذشت این هنرمند رسماً تأیید و اعلام شود. این اتفاق پس از سال‌ها جستجوی بی‌فایده برای یافتن این گیتاریست و ترانه‌سرای بریتانیایی اهل ولز روی داد.